# Desa Sukamahi (administrativ by i Indonesien, lat -6,68, long 106,88)
Desa Sukamahi är en administrativ by i Indonesien.   Den ligger i provinsen Jawa Barat, i den västra delen av landet, 50 km söder om huvudstaden Jakarta.